# Diastatops maxima
Diastatops maxima är en trollsländeart som beskrevs av Montgomery 1940. Diastatops maxima ingår i släktet Diastatops och familjen segeltrollsländor. Inga underarter finns listade i Catalogue of Life.